# 武市康男
武市 康男（たけいち やすお、1971年7月9日 - ）は、日本中央競馬会（JRA）・美浦トレーニングセンターの調教師。千葉県出身。

## 来歴
叔父の武市弘、父の武市進吾は「タケデン」の冠名で馬主として活動していた。幼い頃は競馬に興味無かったが攻め馬を見るのは好きで、船橋競馬場に行っては調教をよく見学していた。高校3年の時に競馬の世界に進むことを決め、酪農学園大学短期大学部へ入学する。大学では牛の勉強が中心で馬の事は独学で勉強を行っていた。
1996年7月にJRA競馬学校厩務員課程に入学。1997年1月から森安弘昭厩舎で厩務員となり12月に鈴木康弘厩舎に移籍して調教助手を務める。
2006年に3度目の挑戦でJRA調教師免許試験に合格し、同年美浦トレセンで開業した。
2014年12月14日の中京9Rで勝利し、JRA通算100勝を達成。2017年6月24日に行われた東京ジャンプステークスでシンキングダンサーが勝利して重賞を初制覇する。
2022年4月30日の東京3Rで勝利し、JRA通算200勝を達成。2023年4月23日に行われたフローラステークスでゴールデンハインドが勝利し、平地重賞初制覇。

## 調教師成績

### 概要
|            | 日付           | 競馬場・開催  | 競走名                 | 馬名               | 頭数 | 人気 | 着順 |
| ---------- | -------------- | ------------- | ---------------------- | ------------------ | ---- | ---- | ---- |
| 初出走     | 2006年12月23日 | 5回中山7日8R  | 3歳以上1000万下        | グランドハリケーン | 16頭 | 7    | 2着  |
| 初勝利     | 2007年1月8日   | 1回中山3日6R  | 4歳以上500万下         | コウジンアルス     | 15頭 | 1    | 1着  |
| 重賞初出走 | 2007年6月2日   | 3回東京5日11R | ユニコーンステークス   | エスケーカントリー | 15頭 | 13   | 5着  |
| 重賞初勝利 | 2017年6月24日  | 3回東京7日8R  | 東京ジャンプステークス | シンキングダンサー | 9頭  | 3    | 1着  |
| GI初出走   | 2008年4月13日  | 2回阪神6日11R | 桜花賞                 | マダムルコント     | 17頭 | 17   | 16着 |

## 主な管理馬
- シンキングダンサー（2017年東京ジャンプステークス）
- ゴールデンハインド（2023年フローラステークス）

## 主な厩舎所属者
- 和田雄二（2006年-2007年 調教助手）
- 大江原比呂 (2024年-2025年 騎手)